# Bruine bekerzwam
De bruine bekerzwam (Peziza badia) is een schimmel behorend tot de familie Pezizaceae. Hij leeft als bodembewonende saprotroof. Hij groeit vaak in dichte groepen tussen blad- en naaldstrooisel of op kale, zandige of lemige bodem. 

## Kenmerken
Het vruchtlichaam is beker- tot schotelvormig met een diameter tot 8 cm. De zwam leeft vaak in kleine groepen, op de grond in bossen. De binnenzijde van jonge exemplaren is beige, dan okerbruin en ten slotte donkerbruin. De buitenzijde is roodbruin tot donker kastanjebruin, kleiig. Het vlees is bruinig, waterig melkend. De steel ontbreekt meestal, alleen bij oudere exemplaren verschijnt een kleine schacht in de grond. De zwam is eetbaar. 
De sporen zijn kleurloos, elliptisch en hebben met een ruw met wratten bedekt oppervlak. De sporen hebben een of twee oliedruppeltjes. De sporenmaat is: 17-20 × 9-12 μm.

## Verspreiding
De bruine bekerzwam komt voor op verschillende delen van de wereld. Hij is een van de meer bekendere bekerzwammen van Europa. In Nederland komt hij algemeen voor. Hij is niet bedreigd en staat niet op de rode lijst. Vruchtlichamen kunnen worden gevonden van juni tot en met de eerste herfstvorst.

## Foto's

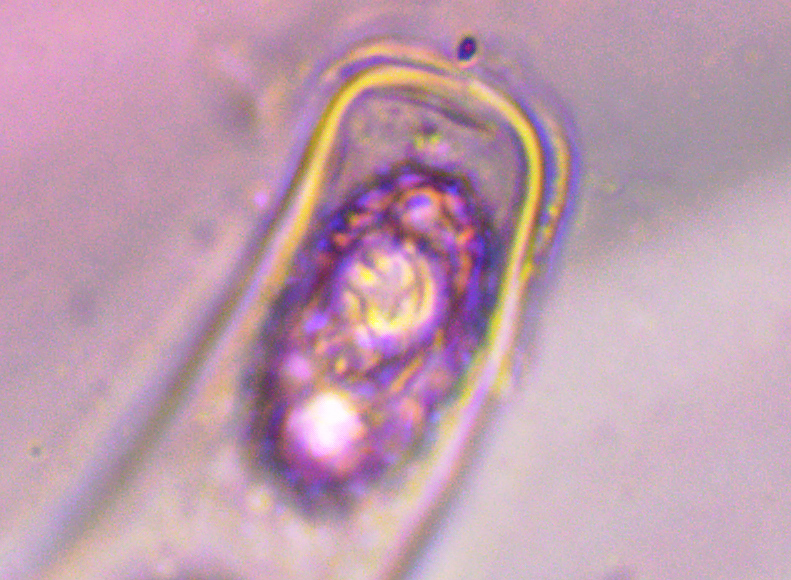
Sporen